# Klippgrönelav
Klippgrönelav (Scoliciosporum umbrinum) är en lavart som först beskrevs av Erik Acharius, och fick sitt nu gällande namn av Johann Franz Xaver Arnold. Klippgrönelav ingår i släktet Scoliciosporum och familjen Scoliciosporaceae.  Arten är reproducerande i Sverige. Inga underarter finns listade i Catalogue of Life.